# Open de Tenis Comunidad Valenciana 2006 - Qualificazioni singolare
Le qualificazioni del singolare  dell'Open de Tenis Comunidad Valenciana 2006 sono state un torneo di tennis preliminare per accedere alla fase finale della manifestazione. I vincitori dell'ultimo turno sono entrati di diritto nel tabellone principale. In caso di ritiro di uno o più giocatori aventi diritto a questi sono subentrati i lucky loser, ossia i giocatori che hanno perso nell'ultimo turno ma che avevano una classifica più alta rispetto agli altri partecipanti che avevano comunque perso nel turno finale.
Le qualificazioni del torneo Open de Tenis Comunidad Valenciana 2006 prevedevano 32 partecipanti di cui 4 sono entrati nel tabellone principale.

## Teste di serie
1. Nicolás Almagro (Qualificato)
2. Albert Portas (Qualificato)
3. Thierry Ascione (Qualificato)
4. Peter Luczak (primo turno)

1. Tejmuraz Gabašvili (ultimo turno)
2. Iván Navarro (ultimo turno)
3. Daniel Gimeno Traver (secondo turno)
4. Álex Calatrava (secondo turno)

## Qualificati
1. Nicolás Almagro
2. Albert Portas

1. Thierry Ascione
2. Gorka Fraile

## Tabellone

### Legenda
| - Q = Qualificato - WC = Wild card - LL = Lucky loser | - ALT = Alternate - SE = Special Exempt - PR = Protected Ranking | - w/o = Walkover - r = Ritirato - d = Squalificato |

### Sezione 1
|  | Primo turno     | Primo turno     | Primo turno     | Primo turno | Primo turno |  |  | Secondo turno | Secondo turno   | Secondo turno | Secondo turno | Secondo turno |   |   | Ultimo turno | Ultimo turno    | Ultimo turno    | Ultimo turno | Ultimo turno |  |
|  |                 |                 |                 |             |             |  |  |               |                 |               |               |               |   |   |              |                 |                 |              |              |  |
|  | 1               | Nicolás Almagro | 6               | 63          | 6           |  |  |               |                 |               |               |               |   |   |              |                 |                 |              |              |  |
|  |                 | Tomislav Perić  | 4               | 7           | 3           |  |  | 1             | Nicolás Almagro | 2             | 6             | 7             |   |   |              |                 |                 |              |              |  |
|  | Dominik Meffert | Dominik Meffert | Dominik Meffert | 6           | 6           |  |  |               | Dominik Meffert | 6             | 2             | 5             |   |   |              |                 |                 |              |              |  |
|  | Alen Bisevac    | Alen Bisevac    | Alen Bisevac    | 2           | 2           |  |  |               |                 |               |               |               |   |   | 1            | Nicolás Almagro | Nicolás Almagro | 7            | 6            |  |
|  | Ivo Klec        | Ivo Klec        | Ivo Klec        | 7           | 6           |  |  |               |                 | 6             | Iván Navarro  | Iván Navarro  | 5 | 4 |              |                 |                 |              |              |  |
|  | James Ward      | James Ward      | James Ward      | 64          | 4           |  |  |               | Ivo Klec        | 2             | 6             | 5             |   |   |              |                 |                 |              |              |  |
|  | 6               | Iván Navarro    | 6               | 2           | 6           |  |  | 6             | Iván Navarro    | 6             | 4             | 7             |   |   |              |                 |                 |              |              |  |
|  |                 | Michal Mertiňák | 1               | 6           | 0           |  |  |               |                 |               |               |               |   |   |              |                 |                 |              |              |  |

### Sezione 2
|  | Primo turno                  | Primo turno                  | Primo turno                  | Primo turno | Primo turno |  |  | Secondo turno | Secondo turno                | Secondo turno                | Secondo turno                | Secondo turno                |   |     | Ultimo turno | Ultimo turno  | Ultimo turno  | Ultimo turno | Ultimo turno |  |
|  |                              |                              |                              |             |             |  |  |               |                              |                              |                              |                              |   |     |              |               |               |              |              |  |
|  | 2                            | Albert Portas                | 6                            | 4           | 6           |  |  |               |                              |                              |                              |                              |   |     |              |               |               |              |              |  |
|  |                              | Marc López                   | 4                            | 6           | 4           |  |  | 2             | Albert Portas                | Albert Portas                | 6                            | 6                            |   |     |              |               |               |              |              |  |
|  | Alexander Peya               | Alexander Peya               | Alexander Peya               | 6           | 6           |  |  |               | Alexander Peya               | Alexander Peya               | 2                            | 2                            |   |     |              |               |               |              |              |  |
|  | Galo Blanco                  | Galo Blanco                  | Galo Blanco                  | 1           | 4           |  |  |               |                              |                              |                              |                              |   |     | 2            | Albert Portas | Albert Portas | 7            | 7            |  |
|  | Jose-Antonio Sanchez-De Luna | Jose-Antonio Sanchez-De Luna | Jose-Antonio Sanchez-De Luna | 6           | 6           |  |  |               |                              |                              | Jose-Antonio Sanchez-De Luna | Jose-Antonio Sanchez-De Luna | 5 | 611 |              |               |               |              |              |  |
|  | Bartolome Salva-Vidal        | Bartolome Salva-Vidal        | Bartolome Salva-Vidal        | 1           | 4           |  |  |               | Jose-Antonio Sanchez-De Luna | Jose-Antonio Sanchez-De Luna | 6                            | 6                            |   |     |              |               |               |              |              |  |
|  | 7                            | Daniel Gimeno Traver         | 6                            | 3           | 6           |  |  | 7             | Daniel Gimeno Traver         | Daniel Gimeno Traver         | 3                            | 1                            |   |     |              |               |               |              |              |  |
|  |                              | Pablo Andújar                | 3                            | 6           | 1           |  |  |               |                              |                              |                              |                              |   |     |              |               |               |              |              |  |

### Sezione 3
|  | Primo turno         | Primo turno         | Primo turno         | Primo turno | Primo turno |  |  | Secondo turno | Secondo turno       | Secondo turno       | Secondo turno      | Secondo turno      |    |   | Ultimo turno | Ultimo turno    | Ultimo turno    | Ultimo turno | Ultimo turno |  |
|  |                     |                     |                     |             |             |  |  |               |                     |                     |                    |                    |    |   |              |                 |                 |              |              |  |
|  | 3                   | Thierry Ascione     | Thierry Ascione     | 6           | 6           |  |  |               |                     |                     |                    |                    |    |   |              |                 |                 |              |              |  |
|  |                     | Dieter Kindlmann    | Dieter Kindlmann    | 1           | 4           |  |  | 3             | Thierry Ascione     | Thierry Ascione     | 6                  | 7                  |    |   |              |                 |                 |              |              |  |
|  | David Marrero       | David Marrero       | David Marrero       | 6           | 6           |  |  |               | David Marrero       | David Marrero       | 3                  | 6                  |    |   |              |                 |                 |              |              |  |
|  | Santiago Ventura    | Santiago Ventura    | Santiago Ventura    | 2           | 2           |  |  |               |                     |                     |                    |                    |    |   | 3            | Thierry Ascione | Thierry Ascione | 7            | 7            |  |
|  | Héctor Ruiz Cadenas | Héctor Ruiz Cadenas | Héctor Ruiz Cadenas | 6           | 6           |  |  |               |                     | 5                   | Tejmuraz Gabašvili | Tejmuraz Gabašvili | 63 | 5 |              |                 |                 |              |              |  |
|  | Artur Romanowski    | Artur Romanowski    | Artur Romanowski    | 2           | 1           |  |  |               | Héctor Ruiz Cadenas | Héctor Ruiz Cadenas | 4                  | 2                  |    |   |              |                 |                 |              |              |  |
|  | 5                   | Tejmuraz Gabašvili  | 6                   | 3           | 6           |  |  | 5             | Tejmuraz Gabašvili  | Tejmuraz Gabašvili  | 6                  | 6                  |    |   |              |                 |                 |              |              |  |
|  |                     | Marcel Granollers   | 4                   | 6           | 3           |  |  |               |                     |                     |                    |                    |    |   |              |                 |                 |              |              |  |

### Sezione 4
|  | Primo turno            | Primo turno            | Primo turno            | Primo turno            | Primo turno |  |  | Secondo turno          | Secondo turno          | Secondo turno          | Secondo turno | Secondo turno |   |   | Ultimo turno    | Ultimo turno    | Ultimo turno | Ultimo turno | Ultimo turno |  |
|  |                        |                        |                        |                        |             |  |  |                        |                        |                        |               |               |   |   |                 |                 |              |              |              |  |
|  |                        | Tobias Summerer        | 7                      | 2                      | 6           |  |  |                        |                        |                        |               |               |   |   |                 |                 |              |              |              |  |
|  | 4                      | Peter Luczak           | 64                     | 6                      | 4           |  |  | Tobias Summerer        | Tobias Summerer        | Tobias Summerer        | 7             | 6             |   |   |                 |                 |              |              |              |  |
|  | Juan-Miguel Such-Perez | Juan-Miguel Such-Perez | Juan-Miguel Such-Perez | Juan-Miguel Such-Perez | 6           |  |  | Juan-Miguel Such-Perez | Juan-Miguel Such-Perez | Juan-Miguel Such-Perez | 65            | 0             |   |   |                 |                 |              |              |              |  |
|  | Daniel Elsner          | Daniel Elsner          | Daniel Elsner          | Daniel Elsner          | 4r          |  |  |                        |                        |                        |               |               |   |   | Tobias Summerer | Tobias Summerer | 4            | 6            | 4            |  |
|  | Gorka Fraile           | Gorka Fraile           | 6                      | 2                      | 6           |  |  |                        |                        | Gorka Fraile           | Gorka Fraile  | 6             | 2 | 6 |                 |                 |              |              |              |  |
|  | Stéphane Robert        | Stéphane Robert        | 2                      | 6                      | 3           |  |  |                        | Gorka Fraile           | Gorka Fraile           | 7             | 6             |   |   |                 |                 |              |              |              |  |
|  | 8                      | Álex Calatrava         | 6                      | 5                      | 6           |  |  | 8                      | Álex Calatrava         | Álex Calatrava         | 5             | 1             |   |   |                 |                 |              |              |              |  |
|  |                        | Jurij Ščukin           | 4                      | 7                      | 4           |  |  |                        |                        |                        |               |               |   |   |                 |                 |              |              |              |  |